# Otto Schneider
Otto Eduard Moritz Schneider  (Osterode, Imperio alemán, 6 de abril de 1872 - Santa Fe, 30 de junio de 1950), más conocido simplemente como Otto Schneider, fue un empresario y maestro cervecero alemán radicado en Argentina. La primera cervecería en Argentina donde trabajó fue en la Cervecería San Carlos en 1906. Fue maestro cervecero de la Cervecería Santa Fe en 1912 y fundador de la Cervecería Schneider en 1931, además de ser el creador de la cerveza Schneider, y se le atribuye así mismo el liso.

## Biografía
Otto Schneider nació el 6 de abril de 1872 en Osterode, parte del Imperio alemán en esos momentos. Sus padres fueron Julius Schneider y Wilhelmine Meyke, propetiarios de la cervecería Dampfbrauerei Julius Schneider, que de acuerdo a su denominación habrían usado máquinas a vapor para elaborar la cerveza. Esto significaba un gran avance, ya que la mayoría de las cervecerias seguían usando el modo de cocción a fuego. Aquí aprendió el oficio que al parecer también desempeñó en la Victoria Brauerei GmbH, en la Danziger Aktien-Bierbraurei Klein-Hammer de la ciudad de Danzig (hoy Gdansk) y en la Rittergut und Brauerei Myslencinek, de la localidad del mismo nombre o también llamada Myslecinek.
La ley alemana diferenciaba a los habitantes que no tenían ascendencia germana de los que sí, negándoles a los primeros la calidad de ciudadanos aun cuando hubieran nacido en territorio del Imperio. Esto producía fuertes tensiones sociales, y, sumado al bajo avance industrial que tenía la zona comparado con otros territorios alemanes y la crisis agrícola de la década de los años 1890, produjo una emigración de los ciudadanos alemanes hacia otros territorios del Imperio, e incluso hacía otros países. Otto Schneider decide emigrar hacia la Argentina con 34 años, contando con una fuerte experiencia en el ámbito cervecero y un considerable capital.

### Llegada a Argentina
Llegaría a Buenos Aires el 13 de septiembre de 1906 en el vapor Capitán Blanco y estuvo los siguientes ocho meses en la ciudad. El día 17 del mismo mes fue contratado como maestro cervecero en la Compañía Bieckert, lo que sugiere que tenía contactos importantes y posiblemente ya haya venido al país con un contrato. 
Luego abandonaría la capital argentina para dirigirse a San Carlos Sud, un pueblo de la Provincia de Santa Fe situado en una zona con importantes contingentes migratorios europeos. Entre los que se destacaban por su cultura cervecera estaban los suizos, italianos, franceses y principalmente alemanes. Para mayo de 1907 fue empleado como responsable técnico de la Cervecería San Carlos, ocupando esa función hasta octubre de 1911. Esta era la más grande de la zona y una de más importantes de Argentina en su momento, y ya trabajaba con métodos industriales. A pesar de eso, en la zona de San Carlos el agua no era de tan buena calidad como para la realización de cerveza, por eso se llevaba el agua desde la cuenca del río Paraná en vagones-tanques, lo que resultaba engorroso y caro.

### Cervecería Santa Fe
Al ver los inconvenientes del agua en la empresa cervecera de San Carlos, la lógica empresarial de Otto le movía a crear una empresa que estuviera más cercana de las fuentes de la misma. Lo que Schneider y otros especialistas proponían era aprovechar las aguas de la cuenca fluvial sobre la cual se asienta la ciudad de Santa Fe, cuyas calidades eran equiparables a aquellas aguas de Pilsen, en zona de colonización alemana de la actual República Checa, que fue reconocida desde el siglo XIX como una de las mejores para la elaboración de cervezas.
Para 1911 consiguieron sumar a una gran cantidad de accionistas tanto de la zona de Las Colonias como especialmente de la propia ciudad de Santa Fe, para formar una nueva empresa cervecera. El 26 de septiembre del mismo año se formaría la primera asamblea constitutiva de la nueva "Sociedad Anónima Fábrica de Cerveza y Hielo Santa Fe" (más tarde llamada Cervecería Santa Fe). Otto no tuvo un papel relevante en la asamblea; el presidente provisorio de la asamblea fue Germán Nagel y el directorio quedó constituido por José Vionnet como presidente, el propio Nagel como director gerente; R. B. Lehmann, Hugo Breuer, Ángel Casanello y Guillermo Bauer como vocales y José Macia como síndico. Asumió la conducción técnica de la empresa como maestro cervecero, puesto que ocuparía hasta su alejamiento voluntario en 1931, para fundar su propia firma. Esto fue a causa de la compra de la Cervecería Santa Fe por la poderosa Cervecería Quilmes, que se estaba consolidando en toda la Argentina como la mayor cervecería. Otto no estuvo de acuerdo con la venta, por lo cual renunció a la empresa. Al mismo tiempo que sucedía esto, en abril de 1931, falleció su esposa Lilly Kunze.

### Fundación de la Cervecería Schneider
El 21 de diciembre de 1931 se constituyó la empresa en una reunión realizada en el domicilio de Schneider. En esta participaron vecinos de Santa Fe y de Esperanza, entre los que se encontraban Antonio Vicente Hessel, Carlos Enrique Sarsotti, Benito Toretta, Hipólito Marelli, Juan Sovrano, Alejandro Lichtenecker, Héctor Sarubbi, Julio C. Mayoraz, Rodolfo Reyna y Eugenio Reutter. Así fue creada la "Sociedad Anónima Cervecería Schneider Santa Fe", con un capital de dos millones de pesos, que luego serían ampliados a tres y divididos en diez series de acciones. El objetivo de esta medida era que la cervecería no pase a manos de una empresa extranjera o de Quilmes, como la Cervecería Santa Fe.
La Cervecería Schneider se construyó de acuerdo con los parámetros más avanzados del momento: laboratorio, lavadoras, silos, hornos, condensadores, compresores, filtros, refrigeradores, depósitos de levadura, molino de malta, calderas de cocimiento, cubas de fermentación, tanques de reposo, cintas de embotellamiento automático y etiquetado. El contexto económico de la creación de la cervecería se encontraba dominado por la crisis económica general del capitalismo, manifestada en la quiebra de la Bolsa de Nueva York y en la depresión del comercio internacional, los cuales también afectaban a la Argentina. Schneider presentó a la cervecería como la mejor opción para invertir, publicando en el diario El Orden:

En Santa Fe, el impulso económico de las grandes industrias neutralizará las alternativas que soportan los centros netamente agrícolas… Suscribir acciones de la Sociedad Anónima Cervecería Schneider es realizar la más ventajosa inversión de dinero en el momento actual y contribuir al afianzamiento definitivo de nuestra independencia económica.

También instalaría, en 1933, una confitería con jardines, que recibiría el nombre de Recreo Schneider, junto a su fábrica de cerveza, un lugar donde se podía comer y tomar, y se desarrolló una gran actividad social en el lugar. También se le atribuye la propiedad del céntrico City Bar, de alto nivel.
La Cervecería Schneider trabajó siempre con el método alemán de fermentación en el fondo de la tina, pero registró dos marcas: Schneider y Munich. La primera correspondía al tradicional tipo Pilsen, mientras que la segunda era de una variedad que tenía gran aceptación en el momento, una cerveza oscura tipo Münchner Dunkel, y que asociaba su nombre a la ciudad que se había transformado en la capital alemana del producto, cuyo peso simbólico crecía en los años treinta. También salió a la venta en 1945 una cerveza especial de Schneider, que llegó a ser muy destacada. Constituía una variedad que no era fabricada por su competidora y recibió el nombre de Reina de las Cervezas en la difusión publicitaria de la firma. Esta se incluyó en los menús de los mejores bares y restaurantes de la ciudad de Buenos Aires, Mar del Plata, Bariloche y Córdoba, y comenzó a exportarse a los países limítrofes, llegando a enviar este producto hasta los Estados Unidos.
A fines de la década de los 40, Otto se retira de la dirección de la empresa y Rodolfo Schneider asume el cargo de director. Siendo un icono para la cerveza argentina y para la propia ciudad de Santa Fe, fallece el 30 de junio de 1950.

## Legado
Se le atribuye a él la creación del liso, una bebida clásica santafesina que se sirve en los locales y restaurantes, y que se basa en cerveza sin pasteurizar servida desde un barril en un vaso liso de 255 cm³. La diferencia con el chopp es que este se sirve en jarra. 
Según la tradición, Schneider descubrió el liso en el City Bar, ubicado sobre la calle San Martín y que habría sido de su propiedad, unos vasos de 350 centímetros cúbicos de capacidad y totalmente lisos que comenzó a reclamar para beber junto con los miembros del directorio de su empresa y con otros amigos. Refiere entonces que Otto pedía en su castellano siempre imperfecto y rústico unos "lisos", lo que luego sería remedado por su hijo Rodolfo, que voceaba la palabra imitando a su padre. Sería entonces en una mesa fija que tenía reservada en ese lugar y hacia la década de 1930 donde habría surgido la costumbre, ya que antes no existía la firma y Rodolfo habría sido muy pequeño.